# Pac-Palast

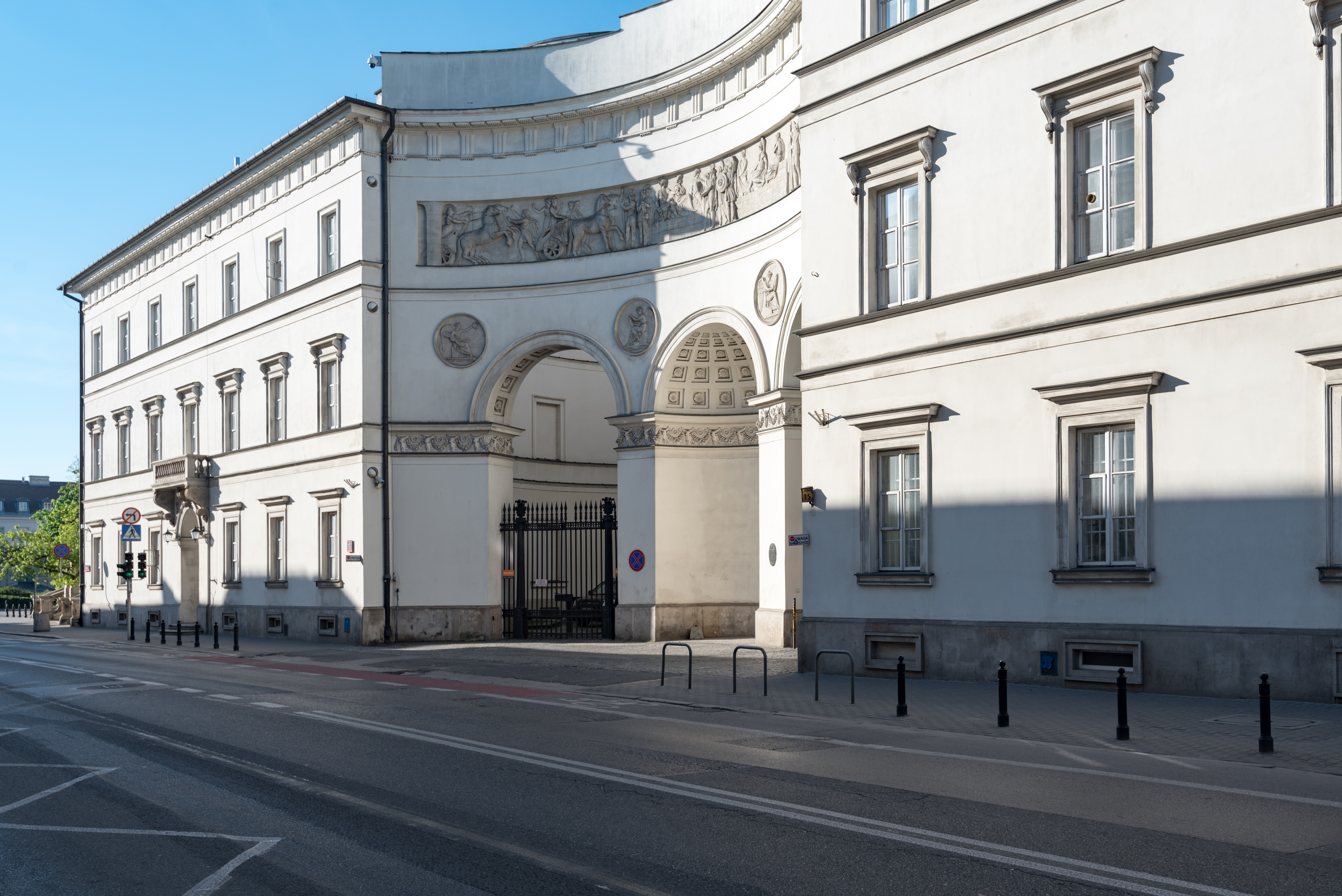
Jüngere Teile des Palastensembles an der Ulica Miodowa

Der Pac-Palast (auch Radziwiłł-Palast oder -Palais genannt, im Polnischen: Pałac Paca-Radziwiłłów) ist eine barocke Schloss- und Hofanlage im Warschauer Innenstadtdistrikt.

## Lage
Die Palastanlage befindet sich an der Ulica Miodowa 15 rund 100 Meter westlich außerhalb der Mauern der Warschauer Altstadt. Im Norden schließt sich an den Palast das ehemalige Palais der Familie Borch (Miodowa 17/19) an, im Süden ein kleinerer Klosterkomplex des Kapuzinerordens mit der dazugehörenden Kirche der Verklärung Christi (polnisch: Kościoł Przemienienia Pańskiego) an der Ulica Miodowa 13 bzw. Ulica Kapucyńskiego 4. Gegenüber der Einfahrt des Pac-Palastes befindet sich das Palais der Familie Chodkiewicz. Rund 40 Meter südlich der Südwestecke der Palastanlage verläuft die hier tiefergelegte Aleja Solidarności, von der aus die Südseite des Palastes zu sehen ist. Der Garten des Anwesens grenzt im Westen an die Ulica Leona Schillera. Im südlichen Teil dieses Gartens wurde Anfang des 20. Jahrhunderts das Gebäude der Hypothekenabteilung des Bezirksgerichtes (polnisch: Gmach Wydziału Hipotecznego Sądu Okregowego) errichtet, in dem heute eine Steuerbehörde untergebracht ist (Aleja Solidarności 58). Dieses Objekt grenzt an den Palast an. Das Ensemble umfasst eine Grundstücksfläche von rund 200 × 70 Metern, wobei nur gut ein Drittel dieser Fläche auf den hinteren Garten entfällt.

## Geschichte
Das Hauptgebäude der heutigen Anlage wurde ursprünglich als Barockpalais in den Jahren 1681 bis 1697 von Tylman van Gameren für den Fürsten Dominik Mikołaj Radziwiłł errichtet. Von 1744 bis 1759 befand sich der Palast im Eigentum des Bischofs Andrzej Stanisław Załuski, für den Giacomo Fontana im Jahr 1757 zusätzliche Stall- und Hintergebäude errichtete. Danach fiel es wieder in den Besitz der Familie Radziwiłł nach Erwerb durch Michał Kazimierz Radziwiłł, der das Anwesen seinen Verwandten und Nachkommen des Erbauers überließ.

### Entführung des Königs
Von 1762 bis 1775 war Michał Fryderyk Czartoryski Mieter und Bewohner des Palastes. Zu dieser Zeit war König Stanislaus II. August Poniatowski häufig Gast im Palast. Nach einem seiner Aufenthalte dort wurde der König am 3. November 1771 von Anhängern der Konföderation von Bar gefangen genommen und entführt. Nach einem Tag konnte der König bereits wieder in sein Schloss zurückkehren.

### Umbau unter General Pac
Im Jahr 1794 wurden Gebäude der Anlage teilweise zerstört. Während der Zeit der preußischen Besetzung wurde das Gebäude von 1807 bis 1809 zunächst als Theater und später als Kaserne und Lazarett genutzt.
1823 erwarb Ludwik Pac das Ensemble und ließ es nach einem Entwurf von Enrico Marconi im klassizistischen Stil weitgehend umbauen. Der Umbau war im Wesentlichen im Jahr 1828 abgeschlossen. Abgesehen von erheblichen Änderungen an Fassaden und Innenräumen des Palastes, errichtete Marconi an der Miodowa ein frontales, dreigeschossiges Gebäude, das den bisher zur Straße offenen Ehrenhof abschloss. Hinter dem Palast wurden im Anschluss an den Palastgarten halbrundförmige Stallungen errichtet, die heute nicht mehr vorhanden sind. Ebenso sind damals ausgeführte Wandmalereien von Giovanni Battista Carelli, Mikołaj de Angelis und Józef Głowacki nicht mehr vorhanden. Letzte Detailarbeiten fielen in mit dem Ausbruch des Novemberaufstandes zusammen. Da der Schlosseigentümer Teilnehmer des Aufstandes war, wurden nach dessen Niederschlagung im Jahre 1835 Pacs Palast und Vermögen von den russischen Machthabern konfisziert.

### Behördensitz
Nach Enteignung wurde der beschädigte Palast unter Stefan Baliński restauriert. Ab 1849 war er Sitz von Gouvernmentsbehörden. Von 1876 bis 1939 waren hier das Bezirksgericht und andere Institutionen untergebracht. Zwischen den Weltkriegen wurde er unter Oskar Sosnowski restauriert; vorgenommene Umbauten unter der russischen Eigentümern wurden dabei rückgebaut. Beim Kampf um Warschau zu Beginn des Zweiten Weltkriegs brannte der Palast. Während und nach dem Warschauer Aufstand im Jahr 1944 erfolgte seine Zerstörung. In den Jahren von 1948 bis 1951 wurde der Palast unter Leitung der Architekten Henryk Białbrzeski und Czesław Konopka wieder aufgebaut. Die Gartenfassade erhielt das Aussehen aus der Zeit van Gamerens zurück. Die vordere Palastfassade wurde im Stile der Marconi-Umbauten wiederhergestellt. Der Palast wurde zum Sitz des Ministeriums für Gesundheitswesen und Sozialfürsorge bestimmt, heute als Gesundheitsministerium (polnisch: Ministerstwo Zdrowia) bezeichnet.

## Architektur
Das Ensemble besteht heute aus dem Mitteltrakt, den beiden Flügelbauten entlang des Ehrenhofs und dem Frontgebäude mit Toreinfahrt. Der Mitteltrakt besteht aus einem dreigeschossigen quadratischen Kerngebäude, das mit zwei schmalen, viergeschossigen Türmen im Westen und zwei Flügelanbauten im Süden zu einem Gebäude in liegender H-Form erweitert wurde. Die Fassaden des Palastes sind im Stile des späten Klassizismus und der Neorenaissance gehalten. Die Innenräume sind dagegen großteils mauretanisch und neugotisch ausgestaltet. Besondere Aufmerksamkeit verdient der große Saal im ersten Stock, für den die Caracalla-Thermen in Rom Vorbild standen.
Die Flügelgebäude des Ehrenhofs sind ebenfalls klassizistisch und dreigeschossig ausgeführt. Neben Gesimsen sind sie weitgehend schmucklos. Das von Marconi entworfene Frontalgebäude ist dagegen sehr bemerkenswert. Da die Straße nicht parallel zum Palastgebäude verläuft, liegt das insgesamt rund 70 Meter lange Straßenelement ebenfalls schräg zum Palast und dessen Hof. Um dennoch eine senkrechte Zufahrt zur Palastanlage zu schaffen, gab Marconi dem Torbereich eine halbelliptische Nische mit zwei Toreinfahrten (die dritte, mittlere Arkade ist vermauert), deren wichtigere senkrecht auf den Palasthof führt. Das zweite Tor führt auf einen kleinen runden Hof, der somit zum architektonischen Pendant des Haupthofes wird. Das Nischengebäude entspricht in seiner Höhe den links und rechts verlaufenden dreistöckigen Fronteinheiten, die heute zu Bürozwecken genutzt werden; zusätzlich ist es mit einer Attika um rund einen Meter erhöht. Auf Höhe des dritten Geschosses umläuft ein etwa 20 Meter langer und einen Meter hoher Flachrelieffries von Ludwig Kaufmann die Nische. Er stellt die Verkündung der Freiheit der griechischen Städte anlässlich der Olympischen Spiele in Korinth durch Titus Quinctius Flamininus dar.

## Ansichten

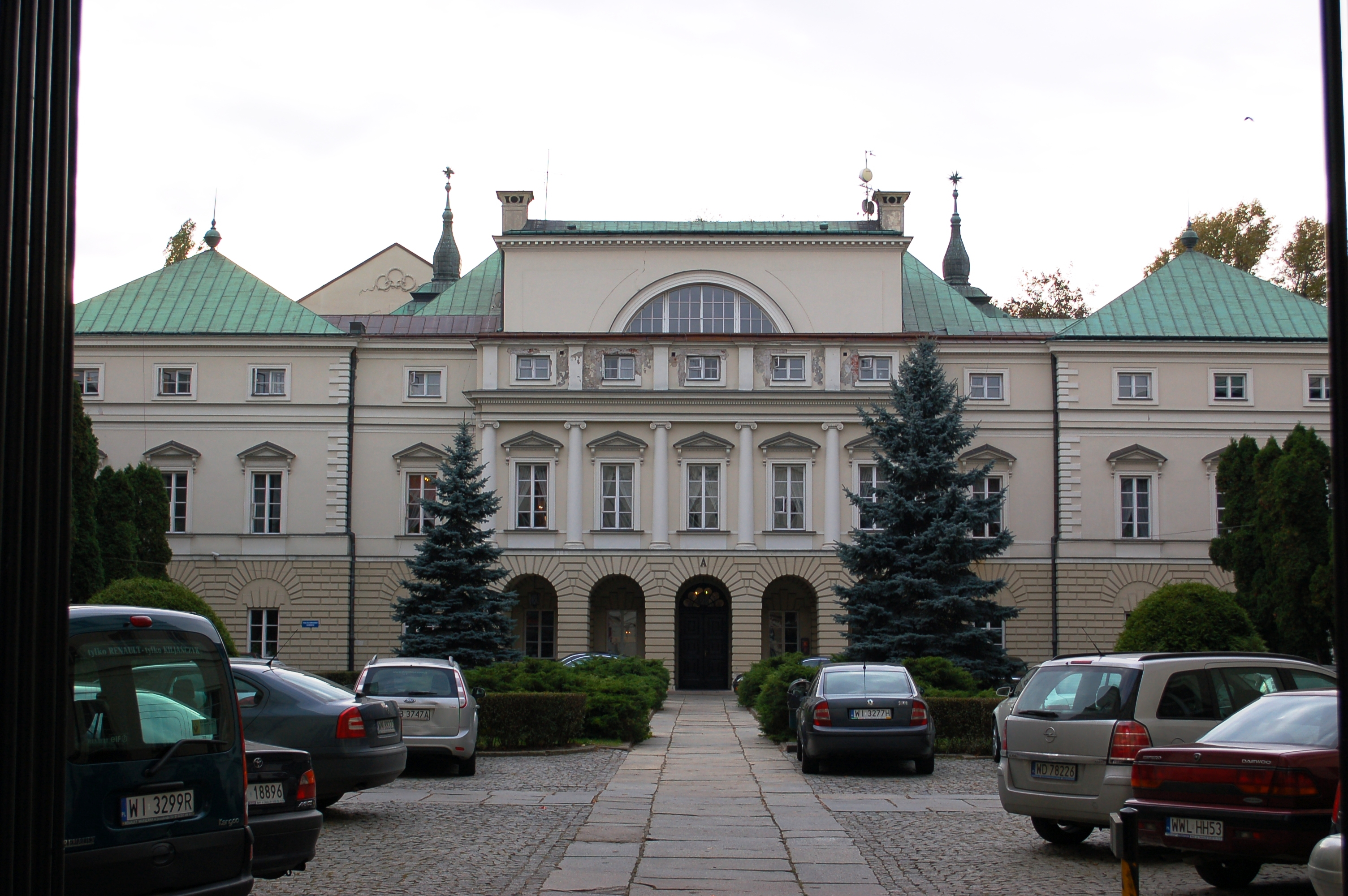
Frontfassade des Palastes (Mitteltrakt)
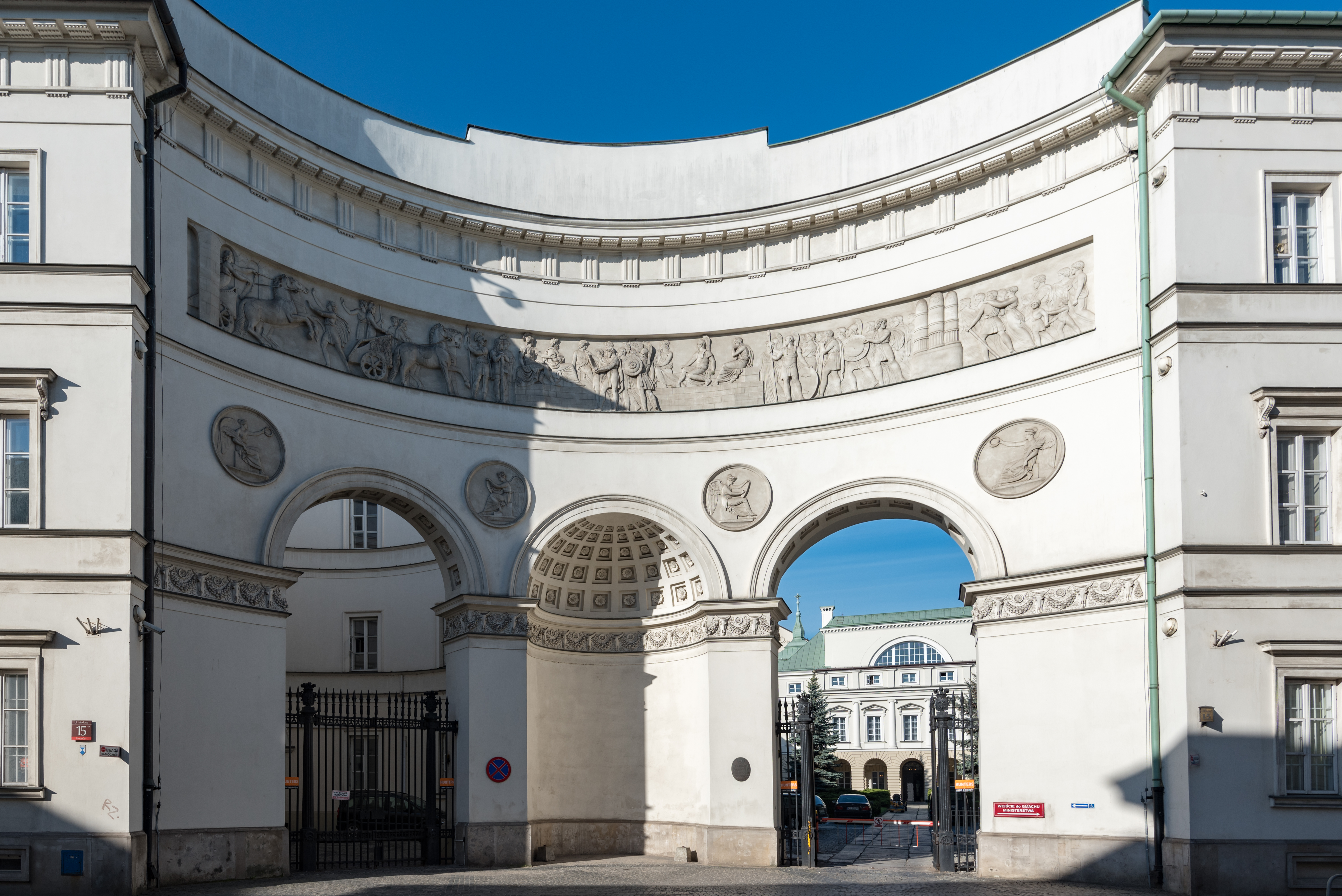
Die Toreinfahrts-Nische im Straßengebäude
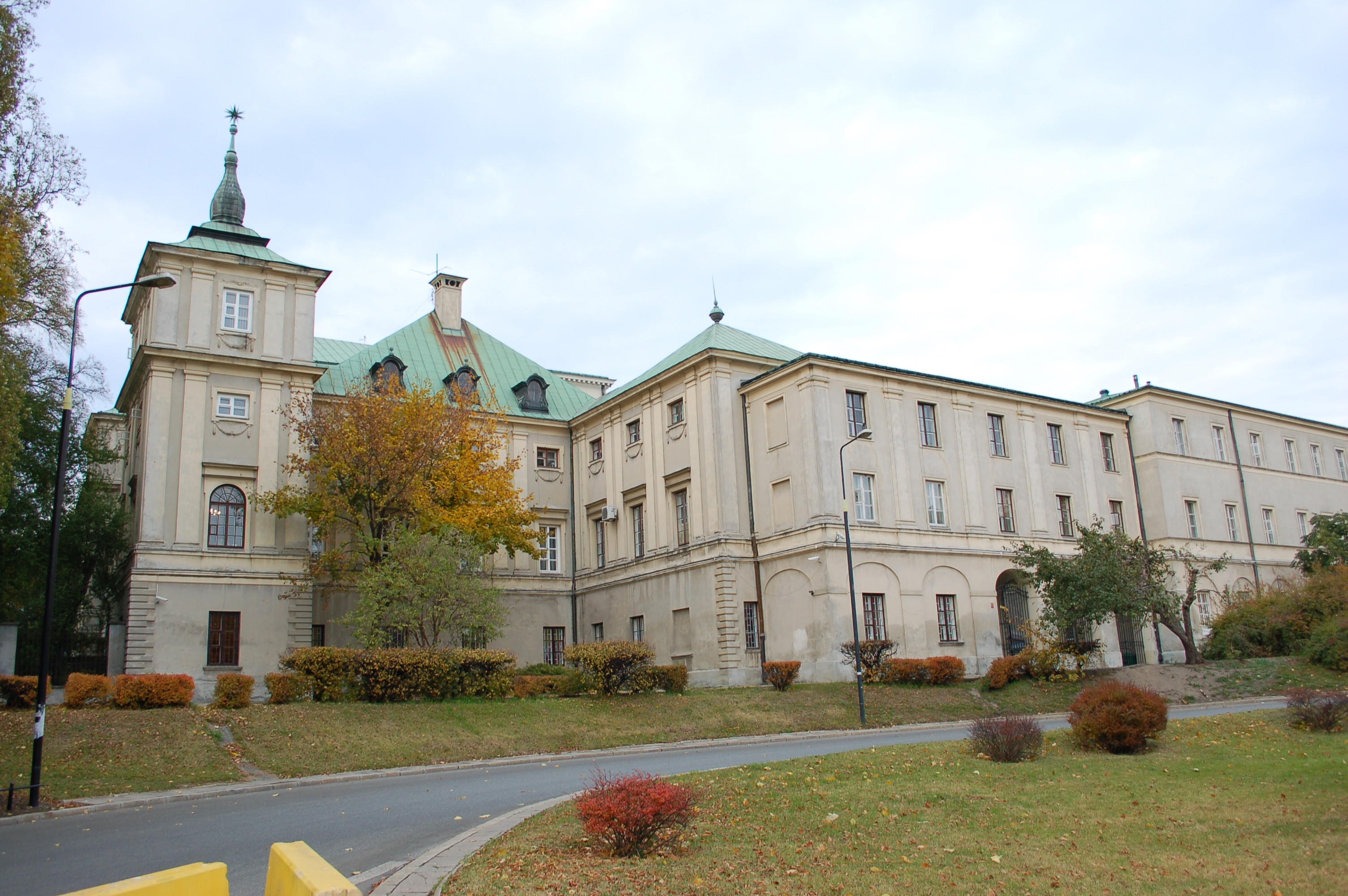
Palastanlage von der Solidarności aus gesehen
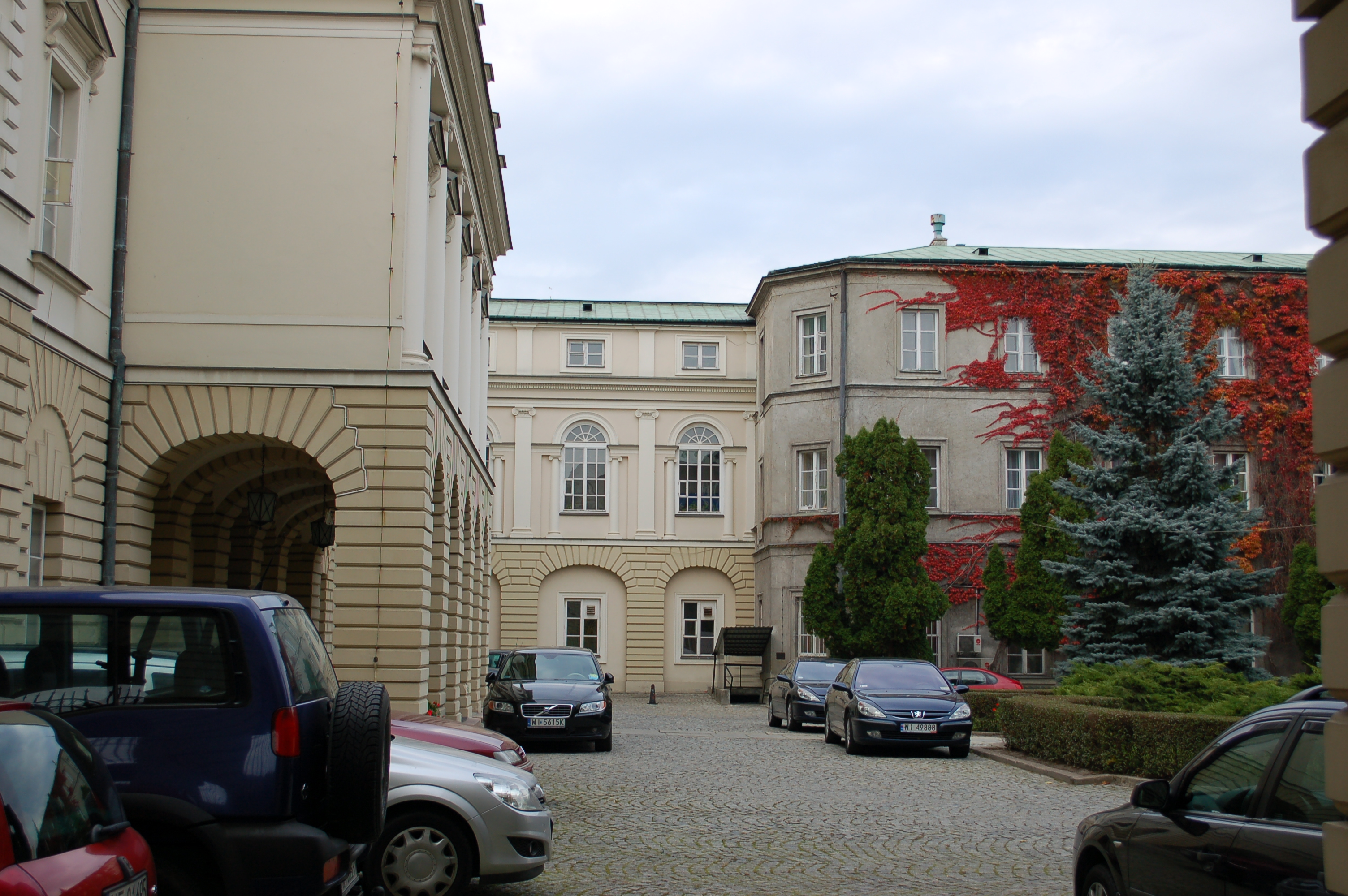
Blick auf den nördlichen Hofflügel